# Mariana-szigeteki ásótyúk
A Mariana-szigeteki ásótyúk (Megapodius laperouse) a madarak osztályának tyúkalakúak (Galliformes) rendjébe és az ásótyúkfélék (Megapodiidae) családjába tartozó faj.

## Rendszerezése
A fajt Joseph Paul Gaimard francia sebész és természettudós írta le 1853-ban. Tudományos faji nevét Jean-François de La Pérouse gróf francia tengerésztiszt és felfedező tiszteletére kapta.

## Alfajai
- Megapodius laperouse laperouse Gaimard, 1823
- Megapodius laperouse senex Hartlaub, 1868

## Előfordulása
A Csendes-óceán nyugati részén, az Északi-Mariana-szigeteken és Palau területén honos. Guamról már kihalt. Természetes élőhelyei a szubtrópusi és trópusi síkvidéki esőerdők és cserjések, valamint tengerpartok és ültetvények.

## Megjelenése
Testhossza 30 centiméter, testtömege 275-455 gramm.
|  |

## Természetvédelmi helyzete
Az elterjedési területe kicsi, egyedszáma pedig felméretlen. A Természetvédelmi Világszövetség Vörös listáján mérsékelten fenyegetett fajként szerepel.